# 栄花物語
『栄花物語』（えいがものがたり）は平安時代の歴史物語。仮名による編年体の物語風史書。『栄華物語』・『世継物語』略して『世継』とも表現する。

## 概要
宇多天皇即位（887年）から堀河天皇まで（具体的には寛治6年（1092年）まで）の15代およそ200年間を描写。完本は40巻だが30巻の異本もある。
全40巻は正編30巻と続編10巻で構成されている。作者については正編30巻を赤染衛門、続編10巻のうち7帖を出羽弁、残り3帖を複数の女性が書いたとみる説が有力だが詳しくは分かっていない。叡山関係の記述がない巻が40巻中わずか4巻で天台教学の影響も指摘されている。
巻八の初花（はつはな）の敦成親王（後一条天皇）誕生記事は『紫式部日記』の引用となっており、その前後は『紫式部日記』などの史料を書き並べたような叙述になっている。
山中裕は二つの主題があるとし、形式的には『六国史』や『新国史』の後継となる仮名文の史書という体裁をとる一方、「あわれにはかない」「めでたく美しくない物語」という二面性を指摘している。藤原道長の時代を扱うため道長の叙述が特に詳しくなっているが、いわゆる道長物語ではなく、藤原氏の外戚政治の成功など摂関政治の本質が語られている点に特徴があるとされる。

## 評価と影響
増淵勝一は「文章はたおやかで、あはれを旨とし、『六国史』につぐ歴史的実録を標榜しながらも、その実、冠婚葬祭を主写し、単調平板に流れ、藤氏執政をただ限りなくめでたく描出しているにすぎないのである。」としている。
『日本大百科全書』「栄花物語」の項では「『栄花物語』では、文学的な興趣によって感覚的に歴史を把握しており、個々の歴史事象の背後に潜む歴史の真実を描くよりも、事件をめぐって生起する人々の心情や人の世の哀感を、事実を主観的に潤色したり、虚構を用いたり、さらには、『源氏物語』の文章を模倣するなどして描いていて、作り物語的性格が濃厚であり、冷徹な目で人間を直視し、その内面へ踏み込んで描く態度が希薄である。しかし、歴史物語の嚆矢として、新しい領域を開拓した意義は大きい。」としている。
相模女子大学の待井新一によれば、「評価すべきは、女手（おんなて）といわれる仮名で物語風に歴史を書いている事で、女性にも読んでもらう史書を目指し女性による女性のための歴史物語を完成させた点、はじめて歴史と文学とを結合させ歴史を身近なものにした点では画期的な事」としている。

## 写本

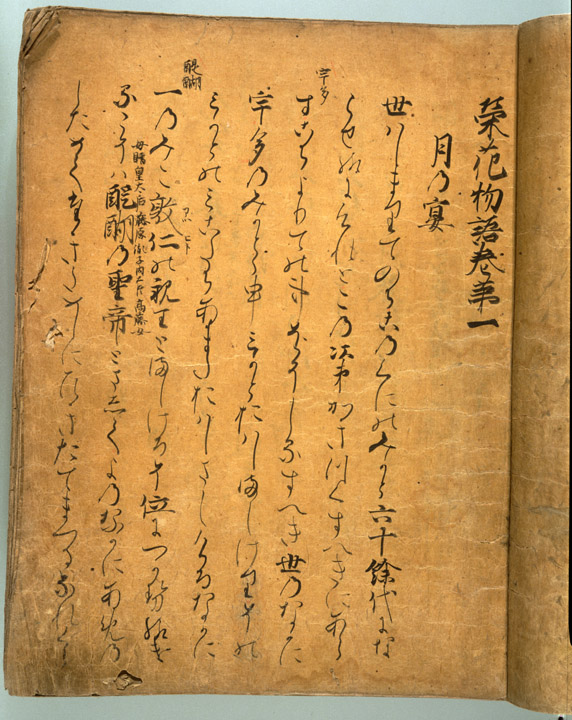
13世紀（鎌倉時代前期）書写の最古写本「梅沢本」（国宝、九州国立博物館蔵）

松村博司によって古本系統、流布本系統、異本系統という3つの系統に大きく分けられたが、さらに中村成里によって学習院大学文学部日本語日本文学科本（学習院本）が紹介され第四の系統と認められるようになった。なお、これらの系統に属さないものもある（兼好法師真蹟本や小林正直旧蔵本など）。

### 古本系統

#### 第一種
- 梅沢本（九州国立博物館蔵[注釈 1]、三条西家旧蔵、国宝）
  - 三条西実隆が入手して子孫に伝えた梅沢本（40巻17帖）は、鎌倉時代中期までに書写された現存最古の完本として、1935年（昭和10年）に、国宝保存法に基づく国宝（旧国宝）に指定され、1955年（昭和30年）には、文化財保護法に基づく国宝に指定された。
  - 巻一から巻二十までの大型本（10帖）と巻二十一から巻四十までの枡形本（7帖）の大きさの異なる形態の取り合わせ本となっている[5]。取り合わせとなった経緯は不明であるが、三条西実隆が入手した頃には取り合わせは行われていた[5]。なお三条西実隆入手の経緯は、『実隆公記』永正6年11月4日、8日の条に詳しい。
  - 梅沢本は三条西家本ともいい古本系統の代表伝本とされている[5]。「岩波文庫」「日本古典文学大系」「新編日本古典文学全集」は、この梅沢本を底本としている。
- 九条家本（中央大学蔵[5]）

#### 第二種
- 陽明文庫本
- 宮内庁書陵部桂宮甲本
- 宮内庁書陵部桂宮乙本

### 流布本系統

#### 第一種
- 西本願寺本（重要文化財）
  - 流布本系統の代表伝本で文明15年（1483年）に後土御門天皇の命で近衛政家らの写による[5]。
- 飛鳥井雅章筆本

#### 第二種
- 古活字本
- 明暦二年刊本
  - 明暦2年（1656年）刊[5]。
- 絵入九巻抄出本

### 異本系統
異本系統は続編十篇を欠く改修本とされる。
- 富岡甲本（富岡家旧蔵本、重要文化財）
  - 鎌倉時代後期から南北朝時代にかけての写[6]。
- 富岡乙本（富岡家旧蔵本）
  - 室町時代の写[5]。

## 各巻の巻名と内容
全40巻を正編30巻と続編10巻と分ける二部構成となっている。正編が道長の没するまでを記し、続編でその子孫のその後を記している。　
1. 「月の宴」
宇多天皇の時代から書き起こす。村上天皇の御世に藤原師輔の娘安子が入内して中宮となり師輔が台頭。
2. 「花山たづぬる中納言」
花山天皇が出家。藤原兼家登場。
3. 「さまざまのよろこび」
詮子が円融天皇のもとに入内し、子の一条天皇が7歳で即位。
4. 「みはてぬ夢」
道長が実権を握る。
5. 「浦々の別れ」
伊周が道長との政権争いに敗れ、大宰府に左遷される。
6. 「かかやく藤壺」
道長の長女彰子が一条天皇の中宮となる。
7. 「鳥辺野」
定子・詮子が相次いで崩御。
8. 「はつ花」
中宮彰子の皇子出産。『紫式部日記』の引用部分あり。
9. 「いわかげ」
一条天皇の崩御。
10. 「日蔭のかつら」
三条天皇の即位。
11. 「つぼみ花」
禎子内親王の誕生。
12. 「玉のむら菊」
後一条天皇の即位。
13. 「ゆふしで」
敦明親王の皇太子辞退と道長の介入。
14. 「浅緑」
道長の娘威子が後一条天皇の中宮となり、一家から3人の后が並びたつ。
15. 「うたがひ」
道長が54歳で出家。法成寺造営。
16. 「もとの雫」
法成寺落慶供養。道長栄華を極める。
17. 「音楽」
法成寺金堂供養の様子。
18. 「玉の台」
法成寺に諸堂が建立され、参詣の尼たちが極楽浄土と称える。
19. 「御裳着」
三条天皇皇女禎子内親王の裳着の式（女子の成人式にあたる）。
20. 「御賀」
道長の妻倫子の六十の賀（長寿の祝い）。
21. 「後くゐの大将」
道長の子の内大臣教通が妻を亡くして悲嘆する。
22. 「とりのまひ」
薬師堂の仏像開眼の様子。
23. 「こまくらべの行幸」
関白頼通の屋敷で競馬が行われ、天皇も行幸する。
24. 「わかばえ」
頼通は初めての男子（通房）の誕生を喜ぶ。
25. 「みねの月」
道長の娘寛子が亡くなる。
26. 「楚王の夢」
同じく道長の娘の嬉子も皇子（後の後冷泉天皇）産後の肥立が悪く亡くなる。道長夫妻は悲嘆にくれる。
27. 「ころもの玉」
彰子の出家。
28. 「わかみづ」
中宮威子の出産。
29. 「玉のかざり」
皇太后妍子の崩御。
30. 「鶴の林」
道長が62歳で大往生。
31. 「殿上の花見」
関白頼通の代。彰子の花見。
32. 「歌あはせ」
倫子七十の賀。
33. 「きるはわびしと嘆く女房」
後一条天皇の崩御と後朱雀天皇の即位。
34. 「暮まつ星」
章子内親王が皇太子（後冷泉天皇）の妃に。
35. 「蜘蛛のふるまひ」
頼通が嫡子通房を流行病で亡くす。
36. 「根あはせ」
後冷泉天皇の即位。
37. 「けぶりの後」
法成寺焼失。後冷泉天皇崩御、後三条天皇即位。
38. 「松のしづ枝」
白河天皇即位。
39. 「布引の滝」
頼通・彰子姉弟が相次いで死去。師実が関白になる。
40. 「紫野」
応徳3年（1086年）白河天皇が譲位。堀河天皇が即位し、師実は摂政になる。最後に師実の孫の15歳の忠実が春日大社の祭礼に奉仕する姿を描写して藤原一族の栄華を寿ぎ終了している[注釈 2]。